# Richard O'Connor
Pour les articles homonymes, voir O'Connor.
Richard O'Connor, né le 21 août 1889 à Srinagar en Inde et mort le 17 juin 1981 à Londres, est un général de l'armée britannique durant la Seconde Guerre mondiale.

## Biographie
À la tête de la Western Desert Force, il stoppe l'invasion italienne de l'Égypte entre septembre et décembre 1940 puis conte-attaque lors de l'opération Compass. En cinq jours, ses troupes libèrent l'intégralité du territoire égyptien occupé par les Italiens. Le général O'Connor exploite le succès de l'opération Compass et s'enfonce en territoire libyen. Entre le 3 et le 5 janvier 1941, les Australiens de la 6e division d'infanterie battent les italiens à Bardia et, le 22 janvier, s'emparent de Tobrouk. Le 24 janvier, les chars de la 7e division blindée battent les Italiens à Mechili. Derna est occupée le 29 janvier. Le 5 février, l'avant-garde britannique atteint Beda Fomm. Elle coupe ainsi la voie de retraite de la 10e Armée italienne qui se retrouve prise au piège. Après une dernière tentative de percée les lignes britanniques le 7 février, les Italiens se rendent et la 10e Armée est anéantie.
Vainqueur des Italiens, il se voit toutefois contraint d'arrêter son offensive par l'état-major britannique. Une grande partie de ses troupes est retirée du front libyen : la 6e division d'infanterie et la 1re brigade blindée de la 2e division blindée sont envoyées en Grèce, la 7e division blindée est retirée du front pour être remise en condition à Alexandrie.
L'offensive de l'Afrikakorps en mars 1941 surprend les Britanniques. Insuffisamment préparés et en nombre trop faible, les troupes de la Western Desert Force se font rapidement déborder. El-Agheila tombe le 24 mars, Mersa el-Brega le 31 mars, Agedabia le 2 avril. La 2e division blindée est sévèrement battue et les Australiens de la 9e division d'infanterie se replient dans le Djebel Akhdar. O'Connor est dépêché sur le front par le commandant en chef britannique au Moyen-Orient, le général Wavell. Le 6 avril, alors qu'il est en route pour Timimi, il se fait capturer par une patrouille allemande avec les généraux Neame et Combe.
Il dirige avec succès en juin 1944 le VIIIe corps en Normandie et ensuite en septembre, avec moins de réussite, l'opération Market Garden.

## Enfance
O'Connor est né à Srinagar, au Cachemire, en Inde, le 21 août 1889. Son père était major dans les Royal Irish Fusiliers, et sa mère était la fille d'un ancien gouverneur des provinces centrales de l'Inde,. Il a fréquenté la Tonbridge Castle School en 1899 et la Towers School de Crowthorne en 1902. En 1903, après la mort de son père dans un accident, il entre au Wellington College, puis au Royal Military College de Sandhurst en 1908. En septembre de l'année suivante, il est nommé sous-lieutenant et affecté au 2e bataillon des Cameronians (Scottish Rifles). Il a maintenu des liens étroits avec le régiment pour le reste de sa vie. En janvier 1910, le bataillon est transféré à Colchester, où il reçoit une formation aux transmissions et aux fusils. Il est ensuite stationné à Malte de 1911 à 1912 où O'Connor sert comme officier des transmissions du régiment.

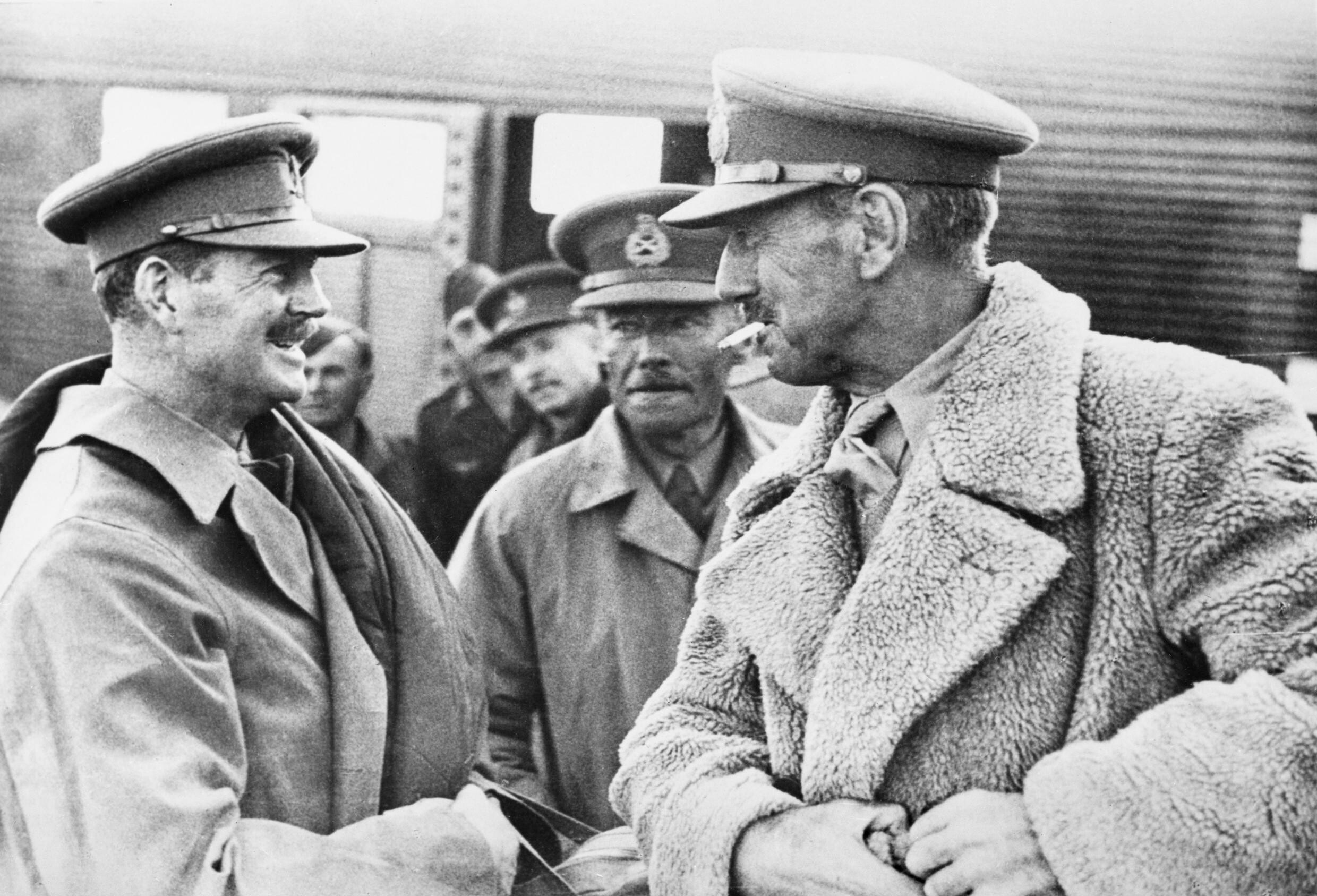
Le général O'Connor (centre, arrière-plan) avec les généraux Combe (gauche), Neame (centre) et Parry (droite) après leur capture le 6 avril 1941.